# Mányoki Ádám
Mányoki Ádám (Szokolya, 1673 – Drezda, 1757. augusztus 6.) a barokk kimagasló magyar portréfestője.

## Élete
Mányoki János református lelkész fia. 12 éves kora körül a szülők Ádám fiukat Dölfer német tábornokra bízták, aki örökbe fogadta és magával vitte a Braunschweig–Lüneburgi Hercegségben fekvő Cellébe, Németországba.
Lüneburgban és Hamburgban tanult. Hannoverben Andreas Scheitz, míg Párizsban Nicolas de Largillière tanítványa volt. Majd folytatott tanulmányokat Hollandiában is. 1703–1707 között udvari festő lett Berlinben. Itt főként Frigyes Vilmos trónörököstől kapott megrendeléseket.
1707-ben Rákócziné közvetítésével II. Rákóczi Ferenc szolgálatába állt. A fejedelem általa festett két legismertebb portréja közül az egyikkel még idehaza, 1708-ban készült el, a másik, amelyen az Aranygyapjas rend jelvénye is megfigyelhető, már a lengyelországi emigrációban készült. Az előbbit ma a Nemzeti Múzeum, az utóbbit a Nemzeti Galéria őrzi. Rákóczi-portréja látható az 1947-es sorozatú 50 forintos és az 1998 óta használt 500 forintos bankjegyeken.
A fejedelem Franciaországba távozása után egy ideig még Észak-Lengyelországban élt, kölcsönökkel segítette az elszegényedett bujdosókat, így Vay Ádámot és Beniczky Gáspárt is. Családot nem alapított, utódai nem születtek.
1713–1723 között Erős Ágost lengyel király és szász választófejedelem számára alkotott, előbb alkalmi megbízásokat teljesítve, majd 1717-től udvari festőként. 1723-ban megfordult Prágában és Bécsben, ekkor készítette el III. Károly magyar király leányainak, Mária Terézia és Mária Anna főhercegnők portréját.
1724–1731 között Magyarországon élt. Ekkor festette meg – többek között – Ráday Pált és nejét, Kajali Klárát, valamint a Podmaniczky család tagjait.
1731-től Drezdában és Lipcsében élt, 1736-ban (immár III. Ágost királytól) visszakapta udvari festői állását, de 1749-től fizetését már nem folyósították, viszont csak 1753-ban nyugdíjazták. Szenvedélyesen belevetette magát a kor aranycsinálási mániájába, ami minden megtakarítását fölemésztette. Négy évvel később, 84 éves korában, teljesen elszegényedve hunyt el Drezdában. A helyi Johannis Friedhofban helyezték örök nyugalomra. Mindössze két tanítványa kísérte utolsó útjára, feje alá szokolyai földet tettek.
Sírhelye ma már nincs meg, de 2023 decemberében emlékkövet avattak a tiszteletére a Fiumei úti sírkertben.

## Egyéb nevezetes munkája

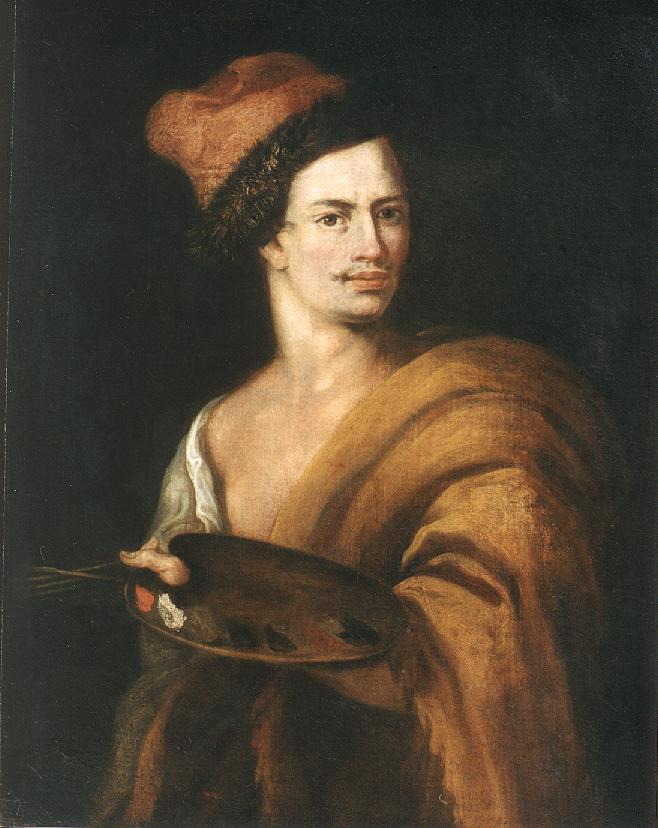
Kupeczky János: Mányoki Ádám arcképe

- Louise de Carignan képmása - olaj, vászon, 77,3 x 59  cm - Szépművészeti Múzeum, a vásárlás éve: 1899